# Escobet
Escobet és una masia ubicada entre Sant Maurici de la Quar i la Roca del Capellà al terme municipal de la Quar que està inventariada al mapa de patrimoni de la Generalitat de Catalunya amb el número IPAC-3544.

## Arquitectura
Ca l'Escobet és una masia de planta basilical amb el carener perpendicular a la façana, orientada a migdia i coberta a doble vessant. La masia de Ca l'Escobet és una casa de tres pisos i planta baixa. El cos de l'eixida correspon a una ampliació del segle xviii tardà, quan s'hi va construir una galeria porxada amb dos grups d'arcades de mig punt a banda i banda d'una arcada central d'arc de mig punt rebaixat. El segon pis quedà com una àmplia balconada i es modulà l'espai de la façana del segon i tercer pis de la manera següent: dues arcades de mig punt al centre i a banda i banda dues portes i finestres.

## Història
Ca l'Escobet és una masia documentada al segle XIV: l'any 1320, Bernat de Vinyoles rebia la casa dins la jurisdicció del monestir de monges benetes de Santa Maria de Valldaura. La renda consistia en la terça de pa i vi, un parell de gallines i un pernil. En el capbreu de 1538 encarregat per l'abadessa Beatriu ses Cases, de Montbenet, s'esmenta el Mas Escobet com una de les propietats del Monestir de Montbenet. Jaume Balart pagà a l'abadessa un terç del delme, la primícia i un pollastre per Nadal. Aquest mas pertanyé, per establiment de l'abadessa de l'Oluja, al pare de Jaume Balart, i el monestir en tenia la plena jurisdicció.